# محمدتقی خلجی
محمد تقی خلجی (۱۱ فروردین ۱۳۲۷ در فریدن اصفهان)؛ روحانی شیعه و اصلاح طلب اهل ایران است.
پس از اخذ دیپلم طبیعی وارد بانک سپه شد، اما با گذشت یک سال، در ۱۳۵۰ به تشویق محمدتقی فلسفی، واعظ قبل از انقلاب، از کار خود استعفاء داد و به حوزه علمیه قم رفت. وی پس از گذراندن دوره سطح، خارج فقه اصول را نزد استادانی چون حسینعلی منتظری، شیخ جواد تبریزی، وحید خراسانی و فاضل لنکرانی آموخت. او پس از ۱۵ سال به مقام اجتهاد رسید. خلجی همچنین علوم عرفان و فلسفه اسلامی را نزد حسن حسن‌زاده آملی و عبدالله جوادی آملی به صورت خصوصی به مدت ۶ سال فرا گرفت.
خلجی از سال ۱۳۶۰ به تدریس در حوزه علمیه قم پرداخت. او همچنین از سال ۱۳۷۲ تا ۱۳۷۳ سرپرست دانشگاه کردستان بود.
وی پدر مهدی خلجی روزنامه‌نگار و محقق علوم اسلامی مقیم آمریکا است.

## فعالیت سیاسی
خلجی از ابتدای ورودش به حوزه علمیه، در اوایل دهه ۵۰ با نزدیکی به حسین‌علی منتظری و محمد یزدی در قالب سخنرانی‌های مختلف در شهرهایی چون تهران، قم، اصفهان و مشهد به فعالیت انقلابی پرداخت و پس از دستگیری‌های متعدد، در نهایت به زندان افتاد و پس از دو ماه با وقوع انقلاب آزاد شد.
وی در بدو ورود خمینی به قم در اسفند ۱۳۵۷، به عنوان نماینده روحانیان و مردم قم، طی سخنانی به وی خوش‌آمد گفت. او پس از انقلاب، مسئولیت سیاسی نپذیرفت و فقط به تدریس در حوزه و دانشگاه پرداخت.
خلجی بعد از انتخابات خرداد ماه سال ۸۸ سخنرانی‌هایی را در قم و تهران انجام داد که مقامات ایرانی به وی هشدار و اخطار داده بودند. وی در سخنرانی روز تاسوعای حسینی در دفتر یوسف صانعی به آرامی از بازداشت شهروندان در بازداشت‌گاه کهریزک و زندان اوین انتقاد کرده بود.

### بازداشت
خلجی در ۲۲ دی ۱۳۸۸ به دلیل انتقاد از دولت محمود احمدی‌نژاد در چند سخنرانی، توسط وزارت اطلاعات در منزلش در قم بازداشت و پس از چند روز به زندان اوین تهران منتقل شد.
وی در تاریخ ۱۲ بهمن با سپردن سند منزل مسکونی‌اش به عنوان وثیقه از زندان اوین آزاد شد.

#### واکنشها
بازداشت محمدتقی خلجی واکنشهایی در ایران و خارج از ایران برانگیخت:
- سازمان عفو بین‌الملل در بیانیه‌ای که روز ۲۶ ژانویه منتشر کرد خلجی را «یک روحانی منتقد سرکوب خشن معترضان» نامید و خواستار «آزادی فوری و بدون قید و شرط» وی شد.[۵]
- کمپین بین‌المللی حقوق بشر در ایران خواستار آزادی فوری محمدتقی خلجی شد. آرون رودز سخنگوی کمپین دراین زمینه گفت: «به چه دلیل قانونی آیت‌الله خلجی دستگیر شده‌است؟ قوه قضاییه باید بر اساس اصل ۳۴ قانون اساسی که بازداشت خودسرانه را ممنوع می‌کند باید وی را تا انجام تحقیقات آزاد کند.»[۶]
- مهدی کروبی از رهبران معترضان داخل ایران با همسر وی تماس گرفت و ضمن همدردی از بازداشت وی ابراز تأسف کرد.[۷]
- احمد منتظری فرزند حسین‌علی منتظری نیز در واکنشی گفت: «آقای خلجی هیچ جرمی مرتکب نشده به غیر از حرف زدن و انتقاد محترمانه در چارچوب نظام و قانون اساسی. متأسفانه زندانی کردن چنین شخصیتی به اعتبار نظام لطمه می‌زند و به حمایت روحانیون دیگر از نظام خدشه وارد می‌کند.»[۸]
- مهدی خلجی فرزند وی با نگارش نامه سرگشاده‌ای به سید علی خامنه‌ای، رهبر جمهوری اسلامی، به بازداشت پدر خود اعتراض و خواهان آزادی او شد.[۹]

## کتاب‌ها
- روشنفکران و انقلاب اسلامی
- نهاد امامت و آیین حکومت[۱۰]
- اندیشه آزادی در نهج‌البلاغه
- تشیع و انتظار[۱۱]
- آسیب‌شناسی زبان؛ غیبت
- آسیب‌شناسی زبان؛ چاپلوسی و تملق[۱۲]
- رخساره خورشید؛ ترجمه و شرح خطبه حضرت زهرا[۱۳]
- ترجمه صحیفه کامله سجادیه
- اسرار خاموشان؛ شرح صحیفه سجادیه[۱۴] (برنده جایزه دومین جشنواره اخلاق و نیایش ۱۳۸۶[۱۵])
- باران‌های بهاران؛ دربارهٔ ادب و اخلاق[۱۶]